# Zal

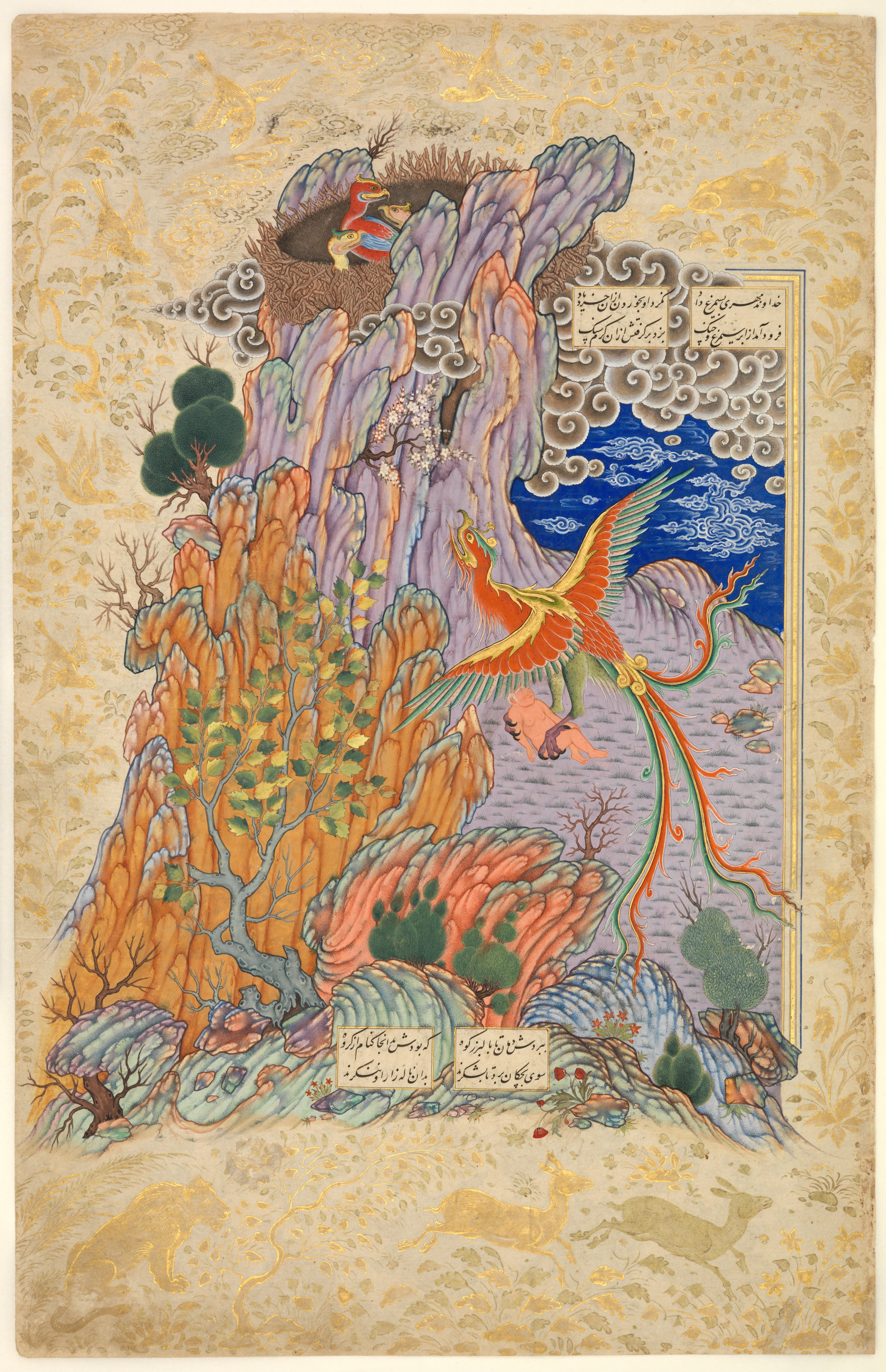
Zal uratowany przez Simurga. Miniatura autorstwa Sadeghi Bega z rękopisu Szahname sporządzonego na zlecenie szacha Abbasa Wielkiego. Kazwin, ok. 1590 - 1600. Chester Beatty Library

Simurg przybywa by pomóc w porodzie Rostama. Miniatura autorstwa Mohammada Zamana dołączona do rękopisu Szahname sporządzonego na zlecenie szacha Abbasa Wielkiego. Kazwin (prawdopodobnie), 1675/1676. Chester Beatty Library

Zal – bohater mitologii irańskiej, syn Garszaspa, ojciec Rostama.
Urodził się z białymi włosami, co wzbudziło podejrzenia Garszaspa, iż nie jest jego synem. Garszasp kazał porzucić go na kamienistej pustyni. Przez błyszczące włosy niemowlę zostało wypatrzone przez Simurga, mitycznego ptaka Sjena, która porwała go w szpony i zaniosła do wysoko położonego gniazda, aby nakarmić nim pisklęta. Ale pisklęta go nie pożarły, przyjmując go do swego grona. Simorg wykarmiła więc Zala razem z pisklętami. 
Zal wyrósł na mądrego i dzielnego bohatera, a jego sława zaczęła rosnąć. Garszasp (Sam) dowiedział się o dziecku wychowanym przez ptasią matkę, domyślił się, że chodzi o jego porzuconego syna i zapragnął, aby ten powrócił. Udał się w góry i odszukał syna. Simorg nadała Zalowi na pamiątkę imię Dastan („zdrada”) od zdrady ojca, który go porzucił. Następnie wręczyła mu trzy swoje pióra i pouczyła, aby w potrzebie zapalając pióro i wypowiadając odpowiednie zaklęcie, wezwał ją na pomoc. Po powrocie do domu Garszaspa zyskał przydomek „Złoty Zal” z powodu włosów.
Podczas objazdu wschodniej części królestwa Zal poznał Rudabe, córkę króla Mehraba i zakochał się z wzajemnością. Jednak na małżeństwo nie chciał się zgodzić ojciec Zala, gdyż Rudabe pochodziła po matce z rodu smoczego, zahhakowego. Również ojciec Rudabe nie wyrażał zgody na związek. Pertraktacje rodzin trwały długo, a do pomyślnego zakończenia sprawy przyczyniła się przepowiednia o narodzinach z tego związku największego bohatera Iranu. Po wszystkich obrzędach młodzi przyjechali do Sistanu, gdzie Rudabe urodziła syna Rostama. Sam poród odbywał się z kłopotami, lecz Zal przypomniał sobie o obietnicy Simurga, spalił pióro i wezwał ją na pomoc. Ta poleciła wywarem ziołowym uśpić Rudabe, a drugim lekarstwem natrzeć jej brzuch i rozciąć. Po obudzeniu na widok syna Rudabe zakrzyknęła „Rastam”, co znaczy „ocalałam” i stąd imię syna Rostam. 
Według jednych przekazów Zal przeżył swojego syna Rostama i kazał go pochować pod wielkim kurhanem (kopcem). Według innych umierając, przekazał mu maczugę.
Zal przed swoją śmiercią został wzięty do niewoli przez Bahmana, syna zabitego przez Rostama Esfandjara, ale potem został wypuszczony.  